# Districtul Böblingen
Districtul Böblingen este un district rural  (în germană Kreis) în landul Baden-Württemberg, Germania.
1. 1 2  GeoNames